# Forêts décidues de Timor et Wetar
Localisation
Les forêts décidues de Timor et Wetar forment une écorégion définie par le fonds mondial pour la Nature (WWF). Elle couvre les îles de Timor, Wetar, Rote et Savu au Timor oriental et en Indonésie. Elle appartient à l'écozone australasienne et au biome des forêts décidues sèches tropicales et subtropicales.